# Лійковухові
Лійковухові (Natalidae) — родина кажанів, які мешкають в Неотропіках від Мексики до Бразилії, в тому числі на Карибських островах.

## Опис
Голова і тіло довжиною від 35 до 55 міліметрів, вага від чотирьох до десяти грамів. Довга, м'яка шерсть жовтувата, червонувата або коричнювата; знизу, як правило, яскравіша. Тіло струнке; крила, ноги і хвіст відносно довгі. Мають воронкоподібні вуха. Голова кругла. 

## Поведінка
Середовищем проживання цих кажанів є, в першу чергу, лісові райони до висоти 2500 метрів. Місцями спочинку служать печери, порожнисті колоди і шахти, часто спочивають з іншими видами кажанів. Для сну вони утворюють групи від десяти до кількох сотень особин. Ночами вони вирушають на пошуки їжі. Їх раціон складається майже виключно з комах.

## Відтворення
Самиця народжує раз на рік одне дитинча, після тривалого періоду вагітності (від восьми до десяти місяців). У Центральній Америці, народження приходиться на сухий сезон. Для народженні, самиці часто утворюють розплідники, відокремлено від самців. Молоді тварини разюче великі, сягаючи 50% від маси тіла матері, і також ростуть досить швидко.

## Систематика
Natalidae
- † Primonatalus
- Chilonatalus
  - Chilonatalus micropus
  - Chilonatalus tumidifrons
- Natalus
  - Natalus espiritosantensis
  - Natalus jamaicensis
  - Natalus lanatus
  - Natalus major
  - Natalus mexicanus
  - Natalus primus
  - Natalus stramineus
  - Natalus tumidirostris
- Nyctiellus
  - Nyctiellus lepidus